# 全国高等学校野球選手権鹿児島大会
全国高等学校野球選手権鹿児島大会（ぜんこくこうとうがっこうやきゅうせんしゅけんかごしまたいかい）は、鹿児島県で開催されている全国高等学校野球選手権大会（夏の甲子園）の地方大会。
1921年（第7回大会）から1924年（第10回大会）までは九州大会、1925年（第11回大会）から1947年（第29回大会）と1959年（第41回大会）は南九州大会、1948年（第30回大会）から1957年（第39回大会）までは東九州大会に参加していた。

## 使用球場
- 鹿児島県立鴨池野球場（平和リース球場）
- 鴨池市民球場（鹿児島市鴨池公園野球場）

かつては鴨池市民球場がメイン球場であったが、1970年に県立鴨池野球場が完成してからはこちらがメインとなっている。

## 大会結果
| 年度（大会）          | 校数 | 優勝校     | 決勝スコア | 準優勝校   | 備考       |
| --------------------- | ---- | ---------- | ---------- | ---------- | ---------- |
| 1958年（第40回大会）  |      | 鹿児島玉龍 | 2 - 0      | 照国商     |            |
| 1960年（第42回大会）  |      | 出水商     | 2 - 1      | 鹿児島玉龍 |            |
| 1961年（第43回大会）  |      | 鹿児島実   | 3 - 2      | 鹿児島商   |            |
| 1962年（第44回大会）  |      | 鹿児島商   | 3 - 1      | 鹿児島玉龍 |            |
| 1963年（第45回大会）  |      | 鹿児島     | 1 - 0      | 出水       |            |
| 1964年（第46回大会）  |      | 鹿児島玉龍 | 8 - 4      | 鹿児島実   |            |
| 1965年（第47回大会）  |      | 鹿児島玉龍 | 1 - 0      | 鹿児島実   |            |
| 1966年（第48回大会）  |      | 鹿児島実   | 3 - 2      | 出水商     |            |
| 1967年（第49回大会）  |      | 鹿児島     | 2 - 1      | 川内       |            |
| 1968年（第50回大会）  |      | 鹿児島商   | 7 - 3      | 鹿実川内   |            |
| 1969年（第51回大会）  |      | 鹿児島商   | 2 - 1      | 鹿児島工   |            |
| 1970年（第52回大会）  |      | 鹿児島商工 | 3 - 0      | 鹿屋工     |            |
| 1971年（第53回大会）  |      | 鹿児島玉龍 | 2x - 1     | 鹿児島実   | 延長10回   |
| 1972年（第54回大会）  |      | 鹿児島商   | 4 - 3      | 鹿児島商工 | 延長17回   |
| 1973年（第55回大会）  |      | 鹿児島実   | 2 - 1      | 鹿児島商   |            |
| 1974年（第56回大会）  |      | 鹿児島実   | 2 - 0      | 鹿児島商   |            |
| 1975年（第57回大会）  |      | 鹿児島商   | 3 - 0      | 鹿児島商工 |            |
| 1976年（第58回大会）  |      | 鹿児島実   | 7 - 5      | 鹿児島商   |            |
| 1977年（第59回大会）  |      | 鹿児島商工 | 2 - 0      | 鹿児島実   |            |
| 1978年（第60回大会）  |      | 鹿児島実   | 4 - 2      | 鹿児島商工 |            |
| 1979年（第61回大会）  |      | 鹿児島実   | 8 - 1      | 鶴丸       |            |
| 1980年（第62回大会）  |      | 川内実     | 4 - 3      | 鹿児島商   |            |
| 1981年（第63回大会）  |      | 鹿児島実   | 9 - 3      | 鹿児島商工 |            |
| 1982年（第64回大会）  |      | 鹿児島商工 | 7 - 2      | 鹿児島玉龍 |            |
| 1983年（第65回大会）  |      | 鹿児島実   | 4 - 2      | 鹿児島商   |            |
| 1984年（第66回大会）  |      | 鹿児島商工 | 2 - 0      | 鹿児島実   |            |
| 1985年（第67回大会）  |      | 鹿児島商工 | 9 - 7      | 鹿児島商   |            |
| 1986年（第68回大会）  |      | 鹿児島商   | 15 - 1     | 鹿児島商工 |            |
| 1987年（第69回大会）  |      | 鹿児島商工 | 3 - 0      | 鹿児島商   |            |
| 1988年（第70回大会）  |      | 鹿児島商   | 13 - 1     | 鹿児島城西 |            |
| 1989年（第71回大会）  |      | 鹿児島商工 | 3 - 1      | 鹿児島商   | 延長15回   |
| 1990年（第72回大会）  |      | 鹿児島実   | 4 - 0      | 武岡台     |            |
| 1991年（第73回大会）  |      | 鹿児島実   | 7 - 3      | 鹿児島商工 |            |
| 1992年（第74回大会）  |      | 鹿児島商工 | 2 - 0      | 鹿児島     |            |
| 1993年（第75回大会）  |      | 鹿児島商工 | 2 - 1      | 鹿児島南   |            |
| 1994年（第76回大会）  |      | 樟南       | 5 - 3      | 鹿児島実   |            |
| 1995年（第77回大会）  |      | 鹿児島商   | 5 - 3      | 鹿児島南   |            |
| 1996年（第78回大会）  |      | 鹿児島実   | 18 - 0     | 鹿児島商   |            |
| 1997年（第79回大会）  |      | 鹿児島実   | 13 - 11    | 鹿児島玉龍 |            |
| 1998年（第80回大会）  |      | 鹿児島実   | 3 - 1      | 川内       |            |
| 1999年（第81回大会）  |      | 樟南       | 4 - 1      | 鹿児島実   |            |
| 2000年（第82回大会）  |      | 樟南       | 6 - 1      | 鹿児島城西 |            |
| 2001年（第83回大会）  | 89   | 樟南       | 7 - 0      | 鹿児島実   |            |
| 2002年（第84回大会）  | 91   | 樟南       | 7 - 3      | 鹿児島商   |            |
| 2003年（第85回大会）  | 91   | 樟南       | 3 - 2      | 鹿児島商   |            |
| 2004年（第86回大会）  | 91   | 鹿児島実   | 6 - 5      | 鹿屋中央   |            |
| 2005年（第87回大会）  | 91   | 樟南       | 5 - 4      | 神村学園   |            |
| 2006年（第88回大会）  | 89   | 鹿児島工   | 8 - 7      | 鹿屋       |            |
| 2007年（第89回大会）  | 87   | 神村学園   | 5x - 4     | 鹿児島実   |            |
| 2008年（第90回大会）  | 87   | 鹿児島実   | 4 - 2      | 鹿児島工   |            |
| 2009年（第91回大会）  | 85   | 樟南       | 3 - 2      | 鹿児島城西 |            |
| 2010年（第92回大会）  | 85   | 鹿児島実   | 3 - 1      | 樟南       |            |
| 2011年（第93回大会）  | 84   | 神村学園   | 9 - 1      | 薩摩中央   |            |
| 2012年（第94回大会）  | 82   | 神村学園   | 11 - 3     | 鹿児島実   |            |
| 2013年（第95回大会）  | 79   | 樟南       | 4x - 3     | 鹿児島実   |            |
| 2014年（第96回大会）  | 77   | 鹿屋中央   | 3 - 1      | 神村学園   | 延長10回   |
| 2015年（第97回大会）  | 76   | 鹿児島実   | 7 - 5      | 鹿児島城西 |            |
| 2016年（第98回大会）  | 73   | 樟南       | 1 - 1      | 鹿児島実   | 延長15回   |
| 2016年（第98回大会）  | 73   | 樟南       | 3 - 2      | 鹿児島実   | 再試合     |
| 2017年（第99回大会）  | 73   | 神村学園   | 5 - 2      | 鹿児島     |            |
| 2018年（第100回大会） | 70   | 鹿児島実   | 9 - 1      | 鹿屋中央   |            |
| 2019年（第101回大会） | 70   | 神村学園   | 5 - 3      | 鹿屋中央   |            |
| 2020年（独自大会）    | 65   | 神村学園   | 12 - 2     | 国分中央   |            |
| 2021年（第103回大会） | 63   | 樟南       | 7 - 0      | 鹿児島実   |            |
| 2022年（第104回大会） | 64   | 鹿児島実   | 3 - 2      | 大島       |            |
| 2023年（第105回大会） | 64   | 神村学園   | 8x - 5     | 鹿屋中央   | 延長10回TB |
| 2024年（第106回大会） | 63   | 神村学園   | 8 - 0      | 樟南       |            |
| 2025年（第107回大会） | 63   | 神村学園   | 15 - 6     | れいめい   |            |

- 校数は連合チームを1校とする

## 鹿児島代表御三家
かつて夏の甲子園での鹿児島代表は、1981年の第63回大会から2005年の第87回大会までの25年間、樟南（私立：旧・鹿児島商工。14回）・鹿児島実（私立：8回）・鹿児島商（市立：3回）の3校が出場という独占状況が続き、この鹿児島勢の3校を県内では「鹿児島（代表）御三家」とも呼ばれていた。
2006年の第88回大会に鹿児島工が初出場を果たしたことで、御三家による代表独占状態は途切れ、さらには翌年の2007年の第89回大会では神村学園、2014年の第96回大会で鹿屋中央がそれぞれ初出場を果たした。これにより独占状況は解消されたかに見えたが、第88回大会と第96回大会を除けば、第89回大会から第101回大会（2019年）まで鹿児島御三家のうちの鹿児島実（私立：4回）と樟南（私立：3回）に加え、神村学園（私立：2003年に創部、5回）の3校による代表独占状態となっている。なお、鹿児島商（市立）は近年で1995年の第77回大会を最後に、30年近く夏の甲子園出場から遠ざかっている。

## 放送体制
- NHK鹿児島放送局
テレビ、ラジオとも準決勝以降、（ラジオは2018年まで4回戦以降、2024年まで準々決勝以降）を中継する。ただし、2019年のラジオ放送は決勝のみだった。また2021年は準決勝・決勝が東京オリンピック中継と日程が重なり、ラジオのみ中継した。
- KKB鹿児島放送（ANN系列）
準々決勝以降を中継。2024年までは3回戦以降を中継。3・4回戦は県立鴨池・鴨池市民両球場からの2元中継を行っていた。2018年はテレビ中継を行う時間帯に限り、ホームページでも配信を行った。
- バーチャル高校野球（朝日新聞デジタル・朝日放送テレビ）
インターネット中継。KKBの制作・協力で配信を行っている。2019年は1回戦からの全ての試合を配信した。ただしKKBが中継しない試合・時間帯（1・2回戦の全試合と3回戦以降の一部の試合・時間帯）は、バックネット裏からのカメラ1台による映像のみで、実況・解説は存在しない。2021年からは全試合で実況、3回戦以降は解説も付く様になる。
- MBC南日本放送
2019年まではラジオで決勝を中継。2021年からは準決勝以降を随時中継している。2024年の決勝は再度放送枠を設けたが試合途中からの中継。
- 南九州ケーブルテレビネット
放送対象地域内の学校の初戦を中継する（2016年は生中継、2021年は後日録画放送でカメラは1台のみ。実況・解説はいなかった）[1]。